# Oceandiva Futura
Die Oceandiva Futura (Eigenschreibweise: OCEANDIVA Futura) ist ein 1997 gebautes Veranstaltungsschiff der Futura Registergoederen BV in Amsterdam, dessen äußere Form und Ausstattung dem Raumschiff Enterprise nachempfunden wurde. Das Schiff stand von 1998 bis Februar 2003 mit den Namen RPR Eins Enterprise und Enterprise bei der Köln-Düsseldorfer Deutsche Rheinschiffahrt im Einsatz. Weitere Veranstaltungsschiffe der Futura Registergoederen BV aus dieser Reihe sind die Oceandiva Nova (2023), die Oceandiva Original (1996) und die Oceandiva Classic (1957).

## Geschichte

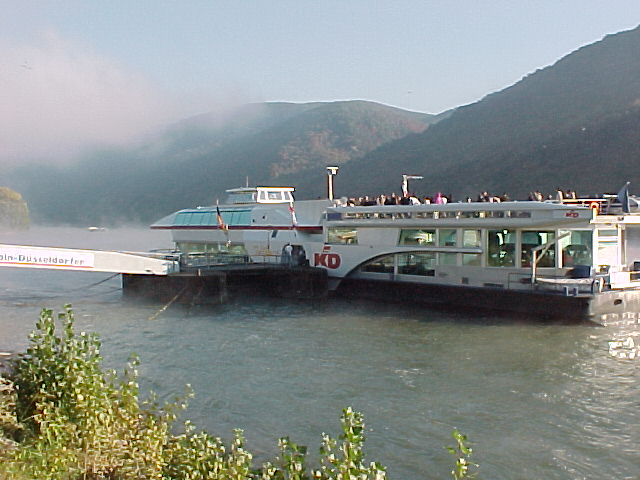
Die RPR Eins Enterprise am Anleger Bacharach (1999)

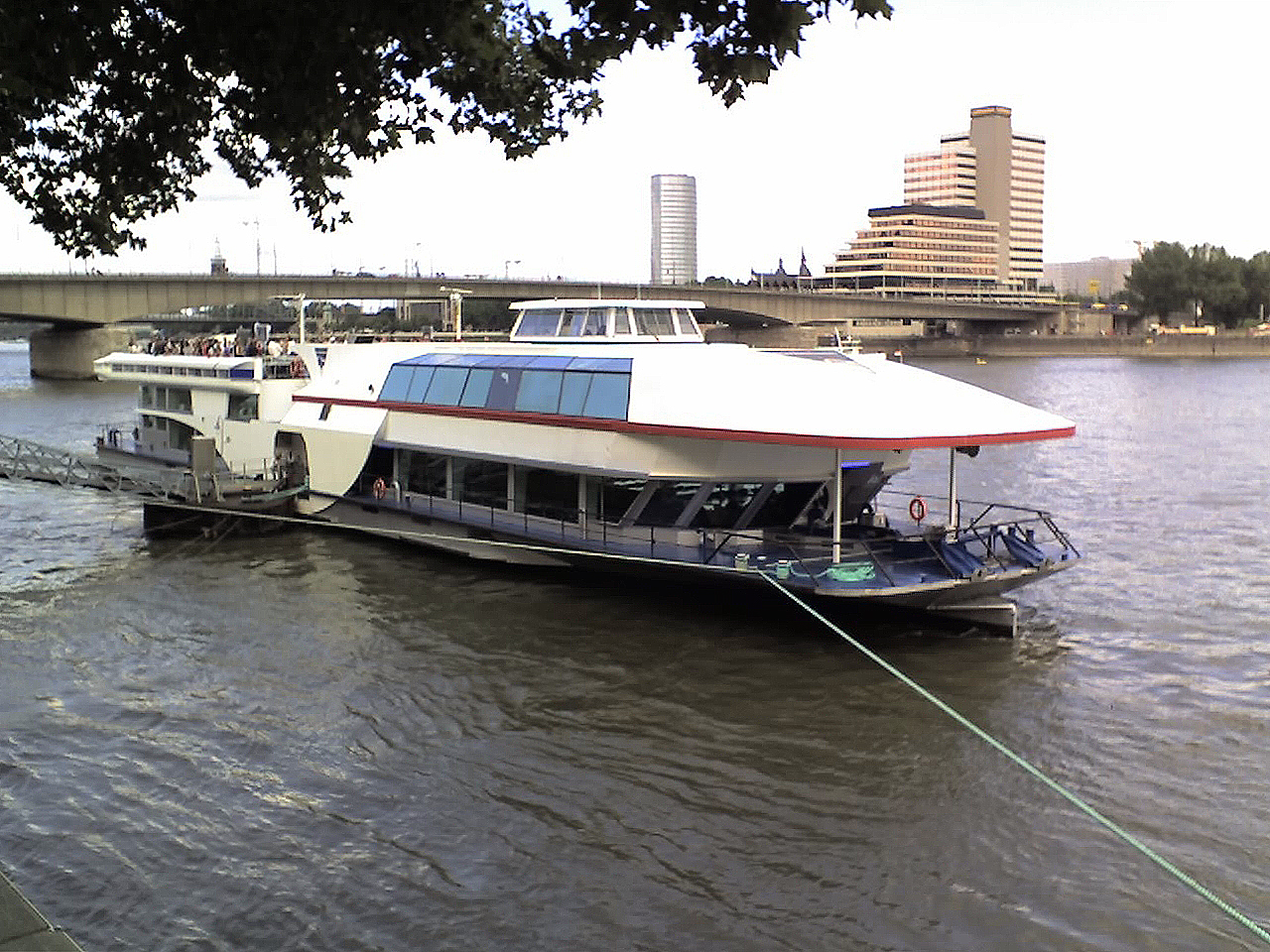
Die Enterprise am Anleger Köln (2007)

Nach einer Idee der Eheleute Anja und Thomas Schüller, den Inhabern der Personenschifffahrt Schüller in Koblenz, entwarf 1994 das Planungsbüro Galle aus Sinzig unter dem Projektnamen Rhein-Mosel-Future Enterprise ein Schiff, das vom Aussehen an das Raumschiff Enterprise erinnern sollte. Die Rumpfform wurde am 24. Juli 1994 patentrechtlich geschützt. Nachdem die Finanzierung des 6.000.000 DM teuren Schiffsneubaus durch Sponsorenverträge (Deutsche Lufthansa, Königsbacher, SAT 1, RPR1, Stadt Koblenz u. a.) und der kalkulierten Fahrpreiserträge gesichert schien, erhielt der Schiffs-Service Oberwinter (SSO) am 16. September 1996 den Auftrag zum Bau des Schiffs. Die Kiellegung erfolgte am 29. Oktober 1996. Nachdem das Schiff am 14. Mai 1997 fertiggestellt war, fand am nächsten Tag die Abnahmefahrt statt, gleichzeitig wurde das Schiff mit der amtlichen Schiffsnummer 4307300 in Koblenz registriert. Bereits einen Tag später fuhr das Schiff bei einer Sonderfahrt mit einer Reisegruppe von 350 Passagieren von Oberwinter nach Köln. Am 24. Mai taufte Gunhild Schulte-Wissermann, die Ehefrau des Koblenzer Oberbürgermeisters Eberhard Schulte-Wissermann, das Schiff am Deutschen Eck auf den Namen RPR Eins Enterprise. Am nächsten Tag wurden Sonderfahrten mit dem Stargast William Shatner, der in der Fernsehserie Raumschiff Enterprise die Rolle des Captain Kirk verkörperte, durchgeführt. Die ersten Planfahrten auf der Strecke von Koblenz nach St. Goar und zurück übernahm das Schiff ab dem 1. Juni 1997. Schon nach kurzer Zeit zeigte sich, dass das Schiff aufgrund des futuristischen Aussehens und der gegenüber der Konkurrenz höheren Fahrpreise von der Bevölkerung nicht angenommen wurde, so dass die meisten Fahrten mangels genügender Auslastung abgesagt werden mussten. Zum 11. Dezember 1997 musste die Personschiffahrt Schüller deshalb Konkurs anmelden. Die treuhänderischen Verwahrung übernahm der Koblenzer Sequester Albert Liesser, der den Besitz am 23. Dezember 1997 an die Bauwerft übergab, die der Hauptgläubiger war.
Da die Köln-Düsseldorfer für das zur Mosel abgezogene Fahrgastschiff Drachenfels ein Schiff benötigte, das die bisherige Fahrtstrecke Bonn–Neuwied–Bonn übernahm, schloss sie zum 30. April 1998 mit dem SSO einen Chartervertrag über fünf Jahre, mit einer Verlängerungsoption für die gleiche Dauer. Einen Tag später übernahm die RPR Eins Enterprise den Liniendienst. Ab November 1998 führte das Event-Center Lauenstein zusammen mit der Köln-Düsseldorfer auf dem Schiff Karnevalspartys und Veranstaltungen in der Adventszeit durch. Obwohl dieses neue Konzept erfolgreich war, stritten die beiden Vertragsparteien 2002 über die Voyage Charter, so dass das Vertragsverhältnis fristlos aufgelöst wurde. Beide Seiten beabsichtigten zukünftig die Veranstaltungen in Eigenregie parallel fortzuführen. Nachdem der Sponsorenvertrag mit RPR Eins ausgelaufen war, verkehrte das Schiff ab 2002 mit dem Namen Enterprise. Die Köln-Düsseldorfer entschloss sich im November 2002 für einen Schiffsneubau, der neben den Linienfahrten auch die Veranstaltungsfahrten der Enterprise übernehmen sollte. Von der Option den Chartervertrag zu verlängern wurde kein Gebrauch gemacht. Im Januar und Februar 2003 charterte das Event-Center Lauenstein die Enterprise, um dort die zuvor gemeinsam mit der KD durchgeführten Veranstaltungen auszurichten. Da Lauenstein für die Enterprise nur die Genehmigung erhielt, am kaum besiedelten rechten Kölner Rheinufer in Höhe der Rheinhallen anzulegen und die Köln-Düsseldorfer gleichartige Veranstaltungen jeweils um einen Euro günstiger anbot, waren diese Fahrten nicht wirtschaftlich durchzuführen, so dass keine Wiederholung für das nächste Jahr mehr geplant wurde. Ab März 2003 kam die Enterprise nur noch bei Einzelvermietungen zum Einsatz und lag zumeist ohne Auftrag in Oberwinter. Schließlich wurde das Schiff 2006 an die niederländische Familie Seegers verkauft. Die neue Besitzer bauten die Enterprise zum reinen Ausstellungs- und Veranstaltungsschiff um – die Umbaukosten lagen bei rund 400.000 Euro. 2008 übernahm Advance Business Events in Rotterdam das Schiff, lackierte es um und benannte es OCEANDIVA Futura. Seit 2009 ist die Futura Registergoederen BV in Amsterdam der Besitzer des Schiffs. Diese setzt es neben der Ocean Diva Original vornehmlich in den Niederlanden und auf dem Niederrhein als Partyschiff ein.